# Open Knowledge Foundation

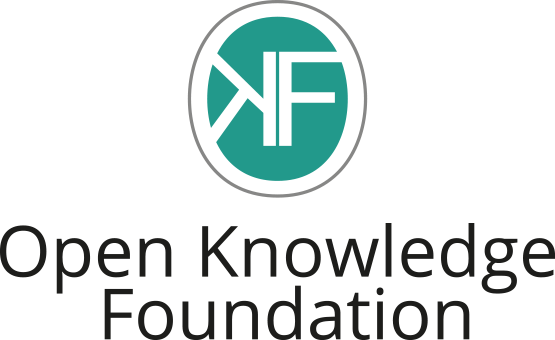
Ancien logo

L'Open Knowledge Foundation est une association à but non lucratif de droit britannique promouvant la culture libre, en particulier les contenus libres et l'open data (données ouvertes). Elle a été créée le 24 mai 2004 à Cambridge au Royaume-Uni.
La fondation a publié la définition des savoirs libres (open definition) et conduit un certain nombre de projets, comme CKAN, un logiciel permettant de créer un catalogue de données, utilisé par de nombreux organismes pour gérer leur portail de données ouvertes ou « where does my money go », un service de suivi des dépenses publiques.
En plus de fournir des outils techniques, la fondation milite pour la culture libre et offre une aide juridique dans le choix des licences accompagnant des contenus libres. Elle a par exemple soutenu le développement de la licence Open Database License (ODbL) et l'écriture de la définition de la culture libre (Open Definition).

## Objectifs
Les objectifs de l’Open Knowledge Foundation sont :
- Promouvoir le concept de « savoir libre » (open knowledge), ses principes et ses avantages.
- Organiser des événements pour encourager le partage et la promotion des connaissances ouvertes, tels qu'OKCon, OKFest…
- Travailler sur des projets liés aux savoirs libres, telles que open economics ou open Shakespeare.
- Fournir des infrastructures (tels que, par exemple, KnowledgeForge et CKAN) pour faciliter le développement de projets, communautés et ressources orientés vers la promotion des savoirs et de la culture libre.
- Agir au niveau aussi bien européen qu’international sur les questions relatives à la culture libre.

## Membres
Le conseil d’administration de l’Open Knowledge Foundation est actuellement composé des personnes suivantes :
- James Casbon
- Becky Hogge
- Martin Keegan
- Ben Laurie
- Paula Le Dieu
- Rufus Pollock
- Jane Silber
- Gavin Starks

Le comité consultatif est composé de personnalités provenant de différents domaines du libre et de la visualisation de données :
- Becky Hogge
- Tim Hubbard
- Benjamin Mako Hill
- Peter Murray-Rust
- John Naughton
- Michael Nielsen
- Hans Rosling
- Peter Suber
- John Wilbanks

## Chapitres et groupes régionaux
L’implication des communautés dans le réseau international peut se faire par le biais de trois mécanismes : 
1. chapitres nationaux ;
2. groupes régionaux et
3. Rencontres et évènements locaux.

Le but est de développer des communautés et des outils qui ont une vocation régionale et qui restent ancrés dans une optique locale. L’Open Knowledge Foundation regroupe actuellement plus de 24 chapitres et groupes régionaux à travers le monde. Les membres de ces communautés visent à se positionner au sein des discussions locales avec une conscience globale, ils agissent en tant qu’ambassadeurs internationaux pour l'ouverture des données et des connaissances au niveau local.

## Groupes de travail
Les groupes de travail de l’Open Knowledge Foundation rassemblent des personnes intéressées par un domaine du savoir libre et collaborent avec des outils en ligne. Ils se distinguent en trois catégories:
Open researchGroupes de travail dédiés au domaine de la recherche ouverte et mettant l'accent sur le degré d'ouverture des données et sur la manière dont Internet et les technologies numériques peuvent soutenir de nouvelles formes de collaboration et de partage dans la recherche scientifique.
Open cultureGroupes de travail voués à l'étude des moyens par lesquels des logiciels open source et les contenus culturels ouverts peuvent accroître l'accès à notre patrimoine culturel et forger de nouveaux processus de création et de collaboration.
Open governmentGroupes de travail qui étudient le domaine des données publiques ouvertes, et qui sont tous engagés à construire des communautés qui rendront les gouvernements plus transparents et responsables.

## Projets
La plupart des projets de la fondation ont une composante technique. Son projet phare CKAN est utilisé par de nombreux gouvernements pour héberger des catalogues de données ouvertes.
Les principaux projets de l’OKFN sont:
- CKAN, un outil qui permet d’héberger des métadonnées associés à des catalogues de données. Cela permet par exemple à des gouvernements de fournir rapidement et à peu de frais un catalogue de leurs données publiques [8];
- Open Spending, un outil qui permet aux utilisateurs d'explorer et de structurer les données des finances publiques - tels que les budgets publics, les rapports de dépenses, les subventions etc.[9] ;
- School of Data, cours en ligne pour apprendre à utiliser et visualiser des données [10];
- Public Domain Review, une revue en ligne visant à illustrer et à analyser les œuvres les plus intéressantes du domaine public[11].
- Public Domain Work, un registre des œuvres de l’esprit qui sont dans le domaine public. Il se concentre principalement sur les œuvres littéraires et phonogrammes[12].
- Open Definition, définir la notion de libre (ouvert) dans les domaines d’usage tels que l’open data ou contenus libres et supprimer les ambigüités entourant ces terminologies.
- Open Data Commons qui propose des solutions juridiques pour les données ouvertes, y compris des licences pour l’ouverture des données (ODbL) et pour soumettre des œuvres au domaine public (PDDL).

La fondation héberge également un grand nombre de listes de diffusion pour permettre les discussions en ligne des différentes communautés et groupes. La fondation utilise IRC pour les communications temps réel.

## Promotion de la culture libre
L’OKFN est un partenaire actif d’organisations travaillant dans des domaines similaires, tel que les ressources pédagogiques libres.
L’OKFN est l’auteur de la définition du Savoir Libre qui vise à définir et supprimer les ambigüités entourant les terminologies du savoir libre.
L’OKFN est régulièrement consultée pour la rédaction de rapports promouvant le développement de contenus libres, notamment auprès de l'Open Society Foundations, et pour produire des guides pédagogiques.
Rufus Pollock, l’un des fondateurs de l’OKFN et actuel membre du conseil d’administration de la fondation, fait également partie du Conseil pour la Transparence du Secteur Public du gouvernement britannique.

## Évènements
La majorité des collaborations avec d'autres organisations connexes se font par le biais d’événements organisés par l’Open Knowledge Foundation. Le premier de ces événements était l’Open Knowledge Conference (OKCon), qui a lieu chaque année depuis 2007. D'autres événements ont été organisés dans les domaines de la visualisation de données. et des infrastructures de réseau informatiques libres. Dans le domaine du Gouvernement ouvert, la fondation a organisé en 2011 l'Open Government Data Camp, qui a réuni 350 visiteurs à Varsovie sur le thème de l'ouverture des données publiques.
En 2012, l’Open Knowledge Foundation a organisé le premier Open Knowledge Festival (OKFest): une semaine de conférences, d’ateliers, de séances participatives, d’hackathons et d'événements satellites qui ont eu lieu à Helsinki (Finlande) du 17 au 22 septembre 2012 avec plus de 1 000 participants physiques et 12 000 participants en ligne venant du monde entier. Cet événement réunit l'Open Knowledge Conference et l'Open Government Data Camp.
L’Open Knowledge Foundation organise aussi régulièrement des rencontres locales  : des soirées conviviales et informelles pour permettre aux personnes d’une même ville ou région intéressées par les thématiques de la connaissance ouverte de se réunir pour partager et débattre de leurs idées. Ces meet-ups sont organisés de manière volontaire par les chapitres locaux, et peuvent prendre la forme de présentations et de tables rondes sur l'open knowledge et l’open data - avec des discussions allant de la politique ou de la philosophie aux aspects plus pratiques et concrets touchant tous les domaines de la connaissance ouverte.